# Estación de Gordola
La estación de Gordola (del italiano: Stazione di Gordola) es un apeadero de la comuna Suiza de Gordola, en el Cantón del Tesino.

## Historia y situación
El apeadero fue inaugurado en el año 1874 con la apertura al tráfico ferroviario de la línea Bellinzona - Locarno.
Se encuentra en el borde sur del núcleo urbano de Gordola. Cuenta con un único andén lateral al que accede una vía pasante.
En términos ferroviarios, el apeadero se encuentra en la línea de vía única Bellinzona - Locarno. Sus dependencias ferroviarias colaterales son el apeadero de Riazzino hacia Bellinzona, y la estación de Tenero en dirección Locarno.

## Servicios ferroviarios
Los servicios operados por SBB-CFF-FFS se componen de servicios de corta distancia de ámbito regional, prestados por TiLo.
- S 20 Castione-Arbedo - Bellinzona - Cadenazzo - Locarno.